# Steve Miller
Steven Haworth "Steve" Miller, född 5 oktober 1943 i Milwaukee i Wisconsin, är en amerikansk gitarrist och sångare. Han är mest känd som ledare för bluesrockbandet Steve Miller Band, som han bildade 1966 i San Francisco, Kalifornien under namnet Steve Miller Blues Band. Strax efter att Harvey Kornspan förhandlade fram bandets kontrakt med Capitol Records 1967, förkortade bandet namnet till Steve Miller Band. Bandet är mest känt för en rad hit-singlar från mitten till slutet av 1970-talet, samt flera tidigare psykedeliska rockalbum. I februari 1968 spelade bandet in sitt debutalbum, Children of the Future. Det fortsatte med albumen Sailor, Brave New World, Your Saving Grace, Number 5, Rock Love, Fly Like an Eagle, Book of Dreams med flera. Bandets Greatest Hits 1974–78, släppt 1978, sålde över 13 miljoner exemplar. 2016 introducerades Steve Miller som soloartist i Rock and Roll Hall of Fame.

## Diskografi
Album med Steve Miller Band
- Children of the Future (1968)
- Sailor (1968)
- Brave New World (1969)
- Revolution (1969)
- Your Saving Grace
- Number 5 (1970)
- Rock Love (1971)
- Recall the Beginning: A Journey From Eden (1972)
- The Joker (1973)
- Fly Like an Eagle (1976)
- Book of Dreams (1977)
- Circle of Love (1981)
- Abracadabra (1982)
- Steve Miller Band: Live! (1983)
- Italian X Rays (1984) (med Shangri-La)
- Living in the 20th Century (1987) (cover)
- Wide River (1993)
- Steve Miller Band: On Tour 1973-1976 (2002) (live)
- Bingo! (2010) (cover)
- Let Your Hair Down (2011) (cover)